# Tipula (Arctotipula) bakeriana
Tipula (Arctotipula) bakeriana is een tweevleugelige uit de familie langpootmuggen (Tipulidae). De soort komt voor in het Nearctisch gebied.